# Maria Tanaka
Maria Tanaka (zm. 10 września 1622 na wzgórzu Nishizaka w Nagasaki) – błogosławiona Kościoła katolickiego, japońska tercjarka dominikańska, męczennica, ofiara prześladowań antykatolickich w Japonii.

## Życiorys
W Japonii w okresie Edo (XVII w.) doszło do prześladowań chrześcijan. Pomimo niebezpieczeństwa jej mąż Paweł Tanaka udzielił schronienia misjonarzowi Józefowi Negro Maroto w swoim domu w Nagasaki, tak by mógł on przygotowywać wiernych do święta Wniebowstąpienia w 1621 r. Dwa dni po uroczystości 17 sierpnia aresztowano Pawła Tanaka razem z o. Józefem Negro Maroto, katechistą Aleksym Sanbashi Saburō i kilkoma innymi chrześcijanami. Maria Tanaka i jej mąż zostali spaleni żywcem 10 września 1622 r. na wzgórzu Nishizaka w Nagasaki. W chwili śmierci Maria Tanaka miała na sobie szkaplerz dominikański, a jej mąż habit tercjarza dominikańskiego.
Została beatyfikowana razem z mężem w grupie 205 męczenników japońskich przez Piusa IX w dniu 7 lipca 1867 (dokument datowany jest 7 maja 1867 r.)
Dniem jej wspomnienia jest 10 września (w grupie 205 męczenników japońskich).